# Хосе Ечегарай
 Хосе Мария Валдо Ечегарай и Ейсагире (на испански: José Echegaray y Eizaguirre) е испански математик и драматург.

## Биография и творчество
Роден е в Мадрид. Баща му е преподавател по гръцки език. Започва да се занимава с гръцки и латински език от съвсем ранна възраст. Още 14-годишен получава бакалавърска степен по философия. След това завършва транспортното училище в Мадрид със специалност математика, а от 1853 г. започва да преподава в същото училище. През следващите няколко години се превръща в един от най-известните математици в Испания за своето време.
След падането на кралица Исабела II от власт се включва активно в испанския политически живот. През годините, когато работи като политик, проличават неговите умения на финансист. Избран е за министър на финансите и е сред хората, които взимат участие в основаването на Испанската банка.
След 1874 г. заминава за Париж, където започва да се занимава с театър. През следващата година е публикувана и неговата първа пиеса El libro talonario. През следващите десетилетия постепенно си проправя път сред най-известните испански драматурзи. Близо половината от творбите му са написани в стихотворна форма.
През 1904 г. е отличен заедно с Фредерик Мистрал с Нобелова награда за литература.